# Łęczna
Łęczna je město ve východním Polsku v Lublinském vojvodství, sídlo stejnojmenného okresu a městsko-vesnické gminy. Leží v Lublinské pahorkatině při soutoku řek Wieprz, která tvoří jeho západní hranici a Świnka, která tvoří jeho severní hranici. Je součástí aglomerace Lublinu. V roce 2024 zde žilo 17 500 obyvatel.

## Historie
První písemná zmínka o místě dnešního města Łęczna pochází z roku 1350. V roce 1467 bylo založeno město, které získalo svůj název podle tehdejší farní obce Łęczna. Město získalo městská práva podle magdeburského vzoru a v roce 1582 získalo právo na dva jarmarky. V letech 1564, 1569, 1616 a 1638 město postihly velké požáry. V letech 1693 a 1710 vypukla ve městě epidemie. V roce 1795 připadlo město Rakousku. Během druhé světové války bylo v roce 1942 zřízeno ve městě židovské ghetto. V 60. letech 20. století začala v blízkosti města těžba uhlí.

## Pamětihodnosti
- Kostel Máří Magdaleny z let 1618-1631
- Velká synagoga ze 17. století
- Zvonice z přelomu 18. a 19. století
- Malá synagoga z 19. století
- Radnice z 19. století
- Regionální muzeum

## Partnerská města
- Hajduhadhaz, Maďarsko
- Kovel, Ukrajina
- Treviolo, Itálie